# Oxydia cubana
Oxydia cubana là một loài bướm đêm trong họ Geometridae.